# Strindbergs

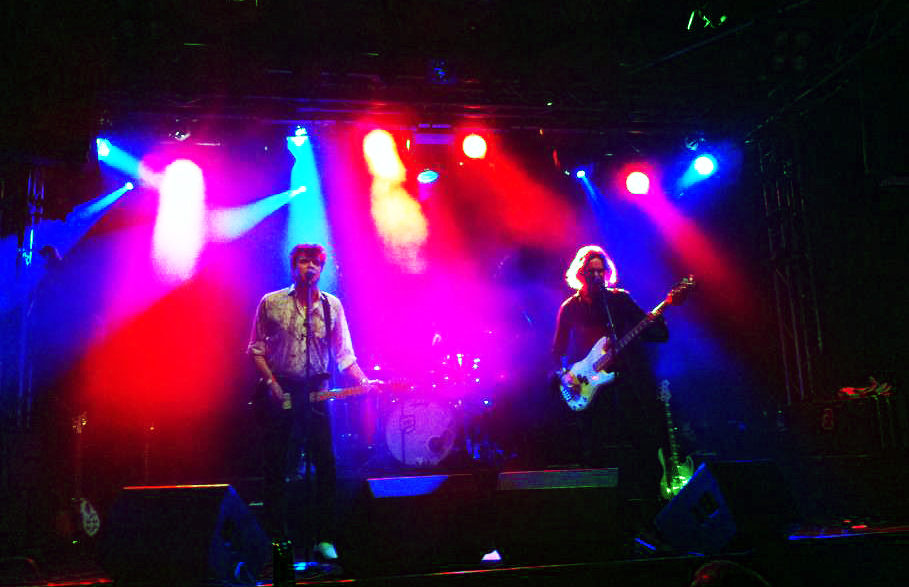
Strindbergs live på Sticky Fingers, Göteborg 2012

Strindbergs är ett svenskt punk/britpop-band som var som mest aktivt mellan 1982 och 1985.

## Historia
Strindbergs i originaluppsättning bestod av den före detta KSMB-trummisen Johan Johansson på gitarr och sång, den före detta Modernsbasisten Janne Borgh på bas och sång och Johan Carlén på trummor. Den sistnämnde slutade efter inspelningen av albumet Bombpartyt för att koncentrera sig på konststudier. Han ersattes av Pär "Attack" Lundström, som började spela med bandet under dess sista turné. Under den korta tid Strindbergs fanns hann de släppa tre album och tre singlar. Det första albumet Bibeln spelades in under sommaren 1983. Minialbumet Med Strindbergs ur tiden kom till som ett resultat av ett par dagars studiotid då en ny singel skulle spelas in, men istället hann gruppen göra en hel platta. Soundet på albumet är enklare och råare, och låter mer som bandet kunde låta live. Det sista albumet, Bombpartyt, spelades in ett halvår senare. På CD finns endast två samlingsskivor utgivna: Strindbergs (1990) och Släktklenoder (2005). 
Dock finns det lösa rykten om att Strindbergs kanske ska släppa tidigare outgivna låtar på skivbolaget Birdnest någon gång i framtiden. Bland de outgivna låtarna kan speciellt Svart och Rött, Från Västfronten intet nytt och 8000 meter över marken nämnas.
2009 återförenades bandet på Peace & Love-festivalen i Borlänge och på Kulturhusets tak i Stockholm tillsammans med trummisen från Hellacopters, Robert Eriksson. Spelningarna blev så roliga att det blev repriser under 2010; två spelningar på Kulturhustaket och en på Ögir i Köping. Även 2011 gjorde de en spelning på Kulturhusets tak. 
2012 var det internationellt Strindbergsår och bandet gjorde då ett fåtal exklusiva spelningar runt om i Sverige, bland annat på ett utsålt Nalen i Stockholm och på Sticky Fingers i Göteborg. 
11 november 2017 spelade Strindbergs på Nalen igen, denna gång tillsammans med The Nomads.
Bandet har sedan dess återkommande gjort enstaka spelningar med samma sättning.

## Bandmedlemmar
- Johan Johansson – sång, gitarr
- Janne Borgh – sång, elbas
- Johan "Hugo" Carlén – trummor 1982–1984
- Pär "Attack" Lundström – trummor 1984–1985
- Robban Eriksson – trummor 2009–

## Diskografi

### Album
- 1983 – Bibeln
- 1984 – Med Strindbergs ur tiden
- 1984 – Bombpartyt

### Singlar
- 1982 – Kvasibarn/Trollbunden
- 1983 – 100 Sekunder/Mytomanen
- 1984 – Italien/Vakna Dårar

### Samlingsalbum
- 1990 – Strindbergs
- 2005 – Släktklenoder